# Chris Mackintosh
Charles Ernest Whistler Christopher „Chris“ Mackintosh (* 31. Oktober 1903 in Heidelberg, Deutsches Kaiserreich; † 12. Januar 1974 in Haddington, Schottland) war ein britischer Sportler.

## Werdegang
Mackintosh gewann im Jahr 1921 im Doppel die Public-Schools-Meisterschaft im Rasentennis. Anschließend besuchte er die University of Oxford und vertrat diese in der Leichtathletik, im Rugby sowie im Skisport; sowohl 1924 als auch 1925 siegte Mackintosh im Duell Oxford gegen Cambridge im Weitsprung-Wettbewerb mit jeweils 7,01 m. Am 1. Januar 1924 kam Chris Mackintosh für Schottland im Rugby beim Five Nations als Außendreiviertel („wing“) zum Einsatz.
Seine persönliche Bestleistung im Weitsprung betrug 7,25 m, aufgestellt im Jahr 1925. Bei den Olympischen Sommerspielen 1924 in Paris erreichte der 1,88 m große und 80 kg schwere Sportler im Weitsprung mit einer Weite von 6,92 m als bester Brite den sechsten Rang. Im selben Jahr sollte er bei den I. Olympischen Winterspielen in Chamonix an den Start gehen, zog jedoch seinen Start zurück. Bei den ersten Alpinen Skiweltmeisterschaften 1931 belegte Mackintosh den 17. Platz im Abfahrtsrennen und belegte in der nicht als offizielle Weltmeisterschaftsdisziplin geltenden langen Abfahrt hinter dem Österreicher Gustav Lantschner den zweiten Platz. Bei der Bob-Weltmeisterschaft 1938 gewann der Brite im Viererbob mit Frederick McEvoy, David Looker und Charles Green die Goldmedaille.
Nach dem Verlassen der Universität war Mackintosh als alpiner Reiseveranstalter für Sir Henry Lunn Travel (heute Teil von Lunn Poly) tätig, zwischen 1931 und 1944 in leitender Position für die Organisation von Wintersportreisen in die Schweiz zuständig. Außerdem war der Brite Präsident des von Arnold Lunn in Mürren gegründeten Kandahar Ski Clubs.
Chris Mackintosh war zwischen 1927 und 1946 mit Lady Jean Douglas-Hamilton (1904–1987), der Tochter von Alfred Douglas-Hamilton, 13. Duke of Hamilton, verheiratet. Das Paar hatte vier Kinder, die an alpinen Skiwettbewerben bei Olympischen Winterspielen teilnahmen: Sheena (1928–2018), Vora (1929–1998), Douglas (1931–2024) und Charlach (1935–2019).

## Sportliche Erfolge

### Leichtathletik

#### Olympische Sommerspiele
- Paris 1924: 6. Weitsprung

### Bobsport

#### Weltmeisterschaften
- Garmisch-Partenkirchen 1938: 1. Vierer

### Ski Alpin

#### Weltmeisterschaften
- Mürren 1931: 2. Lange Abfahrt, 17. Abfahrt
- Innsbruck 1933: 16. Alpine Kombination[3], 17. Abfahrt[4], 20. Slalom[5]
- St. Moritz 1934: 18. Abfahrt[6], 20. Alpine Kombination[7], 21. Slalom[8]

### Ski Nordisch

#### Olympische Winterspiele
- Chamonix 1924: DNS 18 km, DNS 50 km, DNS Spezialsprunglauf, DNS Nordische Kombination